# John Frederick Parker
John Frederick Parker (* 21. April 1853 in Martinsville, Ohio; † 12. Dezember 1911 in Manhattan) war ein US-amerikanischer Marineoffizier. Zwischen 1908 und 1910 war er der zweite Militärgouverneur von Amerikanisch-Samoa.

## Werdegang
John Parker wurde in Ohio geboren und absolvierte im Jahr 1874 die United States Naval Academy in Annapolis (Maryland). Danach begann er eine Offizierslaufbahn in der United States Navy, in der er den Rang eines Captains erreichte. Während des Spanisch-Amerikanischen Krieges von 1898 war er in Manila auf den Philippinen eingesetzt. Eine seiner weiteren Funktionen war die des Militärgouverneurs von Amerikanisch-Samoa. Dieses Amt bekleidete er zwischen dem 21. Mai 1908 und dem 10. November 1910. Er war mit Elizabeth Scott Lord verheiratet, einer Nichte von Präsident Benjamin Harrison. Während dessen Amtszeit (1889–1893) diente Parker als Aide in seinem Stab. Er starb am 12. Dezember 1911 an einer Nierenentzündung.